# ГЕС Камбуру
ГЕС Камбуру – гідроелектростанція в центральній частині Кенії. Розташована між ГЕС Масінга (вище за течією) та ГЕС Гітару, входить до складу каскаду на найдовшій річці країни Тана (впадає в Індійський океан). 
Споруджена у 1971-1974 роках, станція стала другою в каскаді за часом введення в експлуатацію після ГЕС Кіндарума. В межах проекту річку перекрили кам’яно-накидною греблею висотою 56 метрів та довжиною 900 метрів, яка утворила водосховище з площею поверхні 60 км2 та об’ємом 150 млн м3 (корисний об’єм 123 млн м3).  
Розташований біля греблі машинний зал споруджений у підземному виконанні. Він обладнаний трьома турбінами типу Френсіс потужністю по 31,4 МВт, які при чистому напорі у 77 метрів повинні забезпечувати виробництво 471 млн кВт-год електроенергії на рік. 
Відпрацьована вода відводиться по тунелю довжиною 2,9 км.
Видача продукції відбувається по ЛЕП, розрахованій на роботу під напругою 132 кВ.